# أحمد ماهر (ممثل)
أحمد ماهر (13 أغسطس 1946 -)، ممثل مصري. ولد في بولاق أبو العلا بالقاهرة، حصل على بكالوريوس المعهد العالي للفنون المسرحية (مصر) معهد الفنون المسرحية عام 1973م، بدايته كانت في مرحلة الدراسة في فريق التمثيل بالمدرسة وأول شخصية قدمها كانت شخصية أبو طالب عم الرسول، وتدرج في مراكز الشباب وقدّم العديد من العروض لفرق الهواء لقصور الثقافة الجماهيرية، وعُيِّن في مسرح الطليعة، عقب تخرجه وشارك في معظم العروض التي قدّمها المسرح.

## المسرح
قدّم في مسرح القطاع الخاص المتزوجون ودول عصابة يا بابا، وإجازة ممتعة جدا، ومسرحية أربعة غجر والخامس جدع.

## التلفزيون
شارك أحمد ماهر في مسلسلات قبل الضياع، السيرة الهلالية، ذئاب الجبل، رأفت الهجان، وريا وسكينة، والنساء يعترفن سرا، ورداء لرجل آخر، ولا إله إلا الله، محمد رسول الله إلي العالم، والبرنامج الدرامي سر الأرض، وهوانم، وقدرته على أداء الشخصيات القوية الإرادة، يمكن مشاهدته في حلاوة الروح، وشمس الزناتي.

## وصلات خارجية
- أحمد ماهر على موقع IMDb (الإنجليزية)
- أحمد ماهر على موقع قاعدة بيانات الأفلام العربية

صفحته علي فيلفان